# Ruben Silberling
Ruben Silberling (* 28. Dezember 1980 in Gießen) ist ein deutscher Filmemacher, Fotodesigner und Dozent.

## Leben und Wirken
Silberling wuchs am Rand des Vogelsbergs auf. 1992 zog er mit seinen Eltern in das ostwestfälische Porta Westfalica, wo er kurz darauf mit Schulfreunden erste Videofilme drehte.
Nach dem Fachabitur und Zivildienst absolvierte er ein einjähriges Praktikum als AVID-Editor in einer Bielefelder Medienproduktionsfirma. Im Anschluss studierte von 2003 bis 2007 er Film- und Fernsehwirtschaft an der Werbe- und Medienakademie Marquardt in Dortmund und produzierte neben einigen Kurzfilmarbeiten mit „Lamento“ seinen ersten Spielfilm, dessen Premiere auf dem  Internationalen Filmfest Emden/Norderney stattfand. Der Film wurde dort für den NDR-Nachwuchspreis und im Folgenden für diverse weitere Filmpreise nominiert. Es folgte eine Roadshow mit Sneak Previews und anschließend die Auswertung auf DVD und VoD. 
Nach dem Studienabschluss mit Diplom gründete Silberling zusammen mit seinem Studienfreund, dem Regisseur Carsten Vauth, die unabhängige Produktionsfirma BigBearFilm GbR in Bückeburg.
2011 war Silberling an der Realisierung von „3 Regeln“ beteiligt, einem der ersten interaktiv „spielbaren“ Filme. Der Film gewann den Grand Challenge Award EuroITV 2012 und war in der Shortfilm Corner des Festival de Cannes 2013 zu sehen. Es folgten weitere Festivalerfolge mit den Kurzfilmen „Umleitung“ und „Reborn“, bevor sich Silberling auf die Produktion von Werbefilmen spezialisierte.
Er lebt heute  mit seiner Partnerin in Porta Westfalica.

## Filmografie
- 2007: Stell dir vor es ist Endspiel und dein Fernseher... (Kurzfilm)
- 2007: Lamento
- 2011: 3 Regeln
- 2013: Umleitung (Kurzfilm)
- 2016: Reborn (Kurzfilm)